# Erdélyi László Gyula
Erdélyi László Gyula (Zsigárd, 1868. március 2. – Zalaapáti, 1947. augusztus 17.) magyar bencés szerzetes, művelődéstörténész, egyetemi tanár, a Magyar Tudományos Akadémia levelező tagja (1905).
Az Árpád-házi királyok korának társadalom- és művelődéstörténetével, a mohácsi vész korával és a magyar bencés rend történetével foglalkozott.

## Életpályája
1884. augusztus 1-jén lépett be a Szent Benedek-rendbe, 1887-ben egyszerű, 1890-ben ünnepélyes fogadalmat tett. 1890-ben elvégezte a Pannonhalmi Főiskolát. 1891-ben pappá szentelték. Tanulmányait 1890 és 1892 között a budapesti egyetemen folytatta, ahol 1892-ben egyetemi doktorátust, 1893-ban középiskolai tanári oklevelet szerzett.
A Pannonhalmi Főiskolán tanított és ugyanott rendi levéltáros és könyvtáros is volt, egyben Sörös Pongráccal elkezdte részben szerkeszteni, részben írni is a magyarországi bencések történetét. A 12 kötetes munka 1902 és 1916 közt jelent meg. 1906-ban választották be az MTA levelező tagjai sorába, akadémia székfoglalóját A tihanyi apátság kritikus oklevelei témakörből tartotta. 1907-ben a Szent István Akadémia tagjainak sorába is felvették, itteni székfoglalójának címe: Egyházi földesúr és szolgái a középkorban
A kolozsvári egyetemre ment tanítani művelődéstörténetet, ott nyilvános rendkívüli (1911. január 18.), majd nyilvános rendes tanári kinevezést (1912. május 10.) kapott. Kolozsvári egyetemi tanárként heves vitába keveredett az Árpád-kori magyar társadalomtörténet legfontosabb kérdéseiről a pesti levéltáros Tagányi Károllyal. E vita kapcsán nem minden alap nélkül, de valójában igaztalanul vetődött rá Erdélyi László Gyulára a provincializmus gyanúja, mivel a pesti kutatók mind Tagányi mellé álltak. Talán ezért is nem került sor arra, hogy beválasszák az MTA rendes tagjai sorába, amellyel a későbbiekben növelték Erdélyi László Gyula zárkózottságát.
Az első világháború elvesztése után a kolozsvári egyetemmel és a tanári karral ő is Budapestre menekült. A kolozsvári Ferenc József Tudományegyetem új székhelyén, Szegeden folytatta oktatási, kutatási tevékenységét a Művelődéstörténeti Tanszék vezetőjeként. 1924/25-ben a Bölcsészettudományi Kar dékáni tisztét is ő töltötte be, 1936/37-ben a szegedi Ferenc József Tudományegyetem rektori teendőit látta el. 70 éves korában, 1938. július 1-jén nyugdíjazták. Ezután még 1938-tól haláláig perjel volt Zalaapátiban.

## Művei (válogatás)
- Szerémi György és emlékirata. Történelmi forrástanulmány; Franklin Ny., Budapest, 1892
- A bakonybéli apátság Árpád-kori oklevelei; Stephaneum Ny., Budapest, 1903
- A tihanyi apátság kritikus oklevelei. Budapest, 1906
- Egyházi földesúr és szolgái a középkorban. Budapest, 1907
- Magyarország társadalma XI. századi törvényeiben; Stephaneum Ny., Budapest, 1907
- A tihanyi apátság története. Budapest, 1908. 611 p. (Ser. A Pannonhalmi Szent Benedekrend Története, 10.)
- Az első állami egyenes adó elmélete; Szent Bonaventura Ny., Kolozsvár, 1912 (Kolozsvári értekezések a magyar művelődéstörténelem köréből)
- Az egyházi vagyon eredete és jellege Magyarországon; Apostol Ny., Budapest, 1913
- Árpádkori társadalomtörténetünk legkritikusabb kérdései; Franklin Ny., Budapest, 1915 (Kolozsvári értekezések a magyar művelődéstörténelem köréből)
- Magyar művelődéstörténet. 1-2. köt. Kolozsvár, 1915-1918. 233 p.
- Fejlődés a legrégibb magyar társadalomban; Apostol Ny., BP., 1916
- A tizenkét legkritikusabb kérdés. Árpádkori társadalomtörténetünk legkritikusabb kérdései c. könyv bírálatához; Bonaventura Ny., Kolozsvár, 1917
- A székelyek eredete; Szent Bonaventura Ny., Kolozsvár, 1918
- Árpádkor, a magyar állam, társadalom, művelődés legrégibb története 1301-ig. Budapest, 1922 Online
- Szent Imre és kora. Budapest, 1930. 122 p.
- Magyar történelem új rendszerben; szerzői, Budapest, 1931
- Praktikus magyar történelem; szerzői, Szeged, 1931
- A magyar lovagkor társadalma és művelődése, 1205-1526. Budapest, 1932. 155 p.
- Igaz történetet tanítsunk. Összehasonlító tanulmány hét tankönyvről; szerzői, Szeged, 1932
- A magyar lovagkor nemzetségei, 1200–1408; Szt. István Társulat, Budapest, 1932
- Anonymus, III. Béla jegyzője. Szeged, 1933
- Krónikáink : Atyja Kézai. [Szeged] : Szerző, 1933. 48 h. fol.
- A mohácsi vész nemzedéke. Néplélektörténeti korrajz egykorú emlékiratból. Budapest, 1941. 584 p.
- Ötven historikus Szent Istvánról. Budapest – Szeged, 1941. 231 p.
- Magyarország törvényei Szent Istvántól Mohácsig. Budapest, 1942. 628 p.
- Történeti lexikon. Az Athenaeumi magyar történelem, művelődés és államtörténet névmutatójával; szerzői, Szeged, 1942
- Ünnepi gondolatok egy egyetemi tanár íróasztalánál; szerzői, Szeged, 1943
- Krónikáink magyarul; Városi Ny., Szeged, 1943
- Legendák a XI. századi szentjeinkről magyarul; szerzői, Szeged, 1944